# VfL Bochum
Verein für Leibesübungen Bochum 1848 Fußballgemeinschaft, más conocido como VfL Bochum, es un equipo de fútbol de Alemania de la ciudad de Bochum en la metrópoli Rin-Ruhr del estado de Renania del Norte-Westfalia. Fue fundado en 1848 y desde la temporada 2025-26 jugará en la 2. Bundesliga, la segunda categoría del fútbol alemán.
Fue fundado el 1 de julio de 1848 como club social, y oficializado como equipo de fútbol en 1938, exactamente noventa años después.

## Historia

### Desde su fundación hasta la Segunda Guerra Mundial
El VfL Bochum es una de las organizaciones deportivas más antiguas del mundo. Su origen se remonta al 26 de julio de 1848, cuando un artículo del periódico local Märkischer Sprecher exigió la creación de un club de gimnasia. El Turnverein zu Bochum se fundó oficialmente el 18 de febrero de 1849. El club se reorganizó en mayo de 1904 como Turnverein zu Bochum, se fundó en 1848 y formó un departamento de fútbol el 31 de enero de 1911. El 1 de abril de 1919, el club se fusionó con Spiel und Sport 08 Bochum para formar Turn- und Sportverein Bochum 1848. Febrero En 1924, los dos clubes de la fusión anterior se dividieron en Bochumer Turnverein 1848 (departamento de gimnasia) y Turn- und Sportverein Bochum 1908 (departamentos de fútbol, atletismo, balonmano, hockey y tenis).
El 14 de abril de 1938, el Bochumer Turnverein 1848 se fusionó con el Turn- und Sport Bochum 1908 y el Sportverein Germania Vorwärts Bochum 1906 para formar el actual club, el VfL Bochum. Tras la fusión, el VfL Bochum siguió compitiendo en la máxima categoría como parte de la Gauliga Westfalen.
A medida que avanzaba la Segunda Guerra Mundial, el juego en toda Alemania se hizo cada vez más difícil debido a la escasez de jugadores, los problemas de viaje y los daños en los campos de fútbol por los bombardeos aliados. El VfL pasó a formar parte del equipo de guerra Kriegsspielgemeinschaft VfL 1848/Preußen Bochum junto con el Preußen 07 Bochum, antes de resurgir como equipo independiente después de la guerra.

### Posguerra y entrada a la Bundesliga
Después de la Segunda Guerra Mundial, el equipo de fútbol volvió a jugar como el club independiente VfL Bochum 1848 y jugó su primera temporada en la 2. Oberliga West en 1949, mientras que Preußen Bochum pasó a jugar en una división inferior a nivel amateur. Con la formación de la Bundesliga, la nueva liga profesional de Alemania, en 1963 el VfL se encontró en la tercera división Amateurliga Westfalen. Un primer puesto allí en 1965 los elevó a la Regionalliga West (II), desde donde comenzaron un ascenso constante en la tabla de la liga hasta la Bundesliga en 1971. Durante este ascenso, Bochum también jugó su camino a la final de la Copa de Alemania 1968, donde perdió 4-1 ante el F. C. Colonia.
A pesar de ser un equipo que siempre ocupaba los puestos más bajos de la tabla, el Bochum se ganó una reputación de tenacidad en el campo durante una racha de 20 temporadas en la máxima categoría. El club volvió a participar en la final de la Copa de Alemania 1987-88, perdiendo 1-0 ante el Eintracht Frankfurt. Descendido tras terminar en el puesto N°16 en la temporada 1992-93, el equipo se ha convertido en un clásico equipo ascensor, que va y viene entre la Bundesliga y la 2. Bundesliga. El club terminó en el quinto puesto de la Bundesliga en 1996-97 y 2003-04, lo que le valió participar en la Copa de la UEFA. En 1997, avanzó a la tercera ronda, donde fue eliminado por el Ajax, y en 2004, fue eliminado temprano por los goles de visitante (0-0 y 1-1) por el Standard de Lieja.
En la temporada 2020-21, el club ganó la 2. Bundesliga y logró el ascenso a la Bundesliga.Tres años más tarde, debió disputar un desempate por el descenso con el Fortuna Düsseldorf, pero ganó 6-5 en los penaltis, tras ir perdiendo 3-0 en el partido de ida.

## Estadio
El Ruhrstadion (conocido también como Vonovia Ruhrstadion gracias a un acuerdo de patrocinio) fue uno de los primeros estadios modernos exclusivamente de fútbol de Alemania. Se construyó en la década de 1970 en el tradicional terreno del TuS Bochum 08 en la Castroper Straße, al norte del centro de la ciudad.

## Jugadores

### Mayores Presencias
- En la historia del club:

|    | Jugador              | País     | Partidos | Goles |
| -- | -------------------- | -------- | -------- | ----- |
| 1  | Michael Lameck       | Alemania | 548      | 39    |
| 2  | Lothar Woelk         | Alemania | 409      | 28    |
| 3  | Walter Oswald        | Alemania | 380      | 27    |
| 4  | Dariusz Wosz         | Alemania | 377      | 45    |
| 5  | Marcel Maltritz      | Alemania | 328      | 20    |
| 6  | Franz-Josef Tenhagen | Alemania | 318      | 20    |
| 7  | Ralf Zumdick         | Alemania | 302      | 1     |
| 8  | Paul Freier          | Alemania | 289      | 28    |
| 9  | Peter Peschel        | Alemania | 269      | 59    |
| 10 | Uwe Wegmann          | Alemania | 259      | 79    |

## Entrenadores
Entrenadores del VfL Bochum desde 1956.
- Herbert Widmayer (1956 – 1960)
- Fritz Silken (1960 – 1961)
- Hermann Lindemann (1961 – 1963)
- Hubert Schieth (1 de julio de 1963 – 30 de junio de 1967)
- Hermann Eppenhoff	(1 de julio de 1967 – 30 de junio de 1972)
- Heinz Höher (1 de julio de 1972 – 30 de junio de 1979)
- Helmuth Johannsen	(1 de julio de 1979 – 30 de junio de 1981)
- Rolf Schafstall (1 de julio de 1981 – 30 de junio de 1986)
- Hermann Gerland (1 de julio de 1986 – 30 de junio de 1988)
- Franz-Josef Tenhagen (1 de julio de 1988 – 30 de junio de 1989)
- Reinhard Saftig (1 de julio de 1989 – 22 de abril de 1991)
- Rolf Schafstall (22 de abril de 1991 – 30 de junio de 1991)
- Holger Osieck	(1 de julio de 1991 – 2 de noviembre de 1992)
- Jürgen Gelsdorf (6 de noviembre de 1992 – 6 de noviembre de 1994)
- Klaus Toppmöller (9 de noviembre de 1994 – 30 de junio de 1999)
- Ernest Middendorp	(1 de julio de 1999 – 24 de octubre de 1999)
- Bernard Dietz	(25 de octubre de 1999 – 31 de diciembre de 1999)
- Ralf Zumdick (1 de enero de 2000 – 13 de febrero de 2001)
- Rolf Schafstall (13 de febrero de 2001 – 30 de junio de 2001)
- Bernard Dietz (1 de julio de 2001 – 3 de diciembre de 2001)
- Peter Neururer (4 de diciembre de 2001 – 30 de junio de 2005)
- Marcel Koller	(1 de julio de 2005 – 20 de septiembre de 2009)
- Frank Heinemann (21 de septiembre de 2009 – 27 de octubre de 2009)
- Heiko Herrlich (28 de octubre de 2009 – 29 de abril de 2010)
- Dariusz Wosz (29 de abril de 2010 – 30 de junio de 2010)
- Friedhelm Funkel (1 de julio de 2010 – 14 de septiembre de 2011)
- Andreas Bergmann (15 de septiembre de 2011 – 27 de octubre de 2012)
- Karsten Neitzel (29 de octubre de 2012 – 7 de abril de 2013)
- Peter Neururer (8 de abril de 2013 – 9 de diciembre de 2014)
- Frank Heinemann (9–31 de diciembre de 2014)
- Gertjan Verbeek (1 de enero de 2015 – 11 de julio de 2017)
- Ismail Atalan	(11 de julio de 2017 – 9 de octubre de 2017)
- Jens Rasiejewski (9 de octubre de 2017 – 7 de febrero de 2018)
- Heiko Butscher (7–11 de febrero de 2018)
- Robin Dutt (11 de febrero de 2018 – 26 de agosto de 2019)
- Heiko Butscher (27 de agosto de 2019 – 6 de septiembre de 2019)
- Thomas Reis (6 de septiembre de 2019 – 12 de septiembre de 2022)
- Heiko Butscher (12 de septiembre de 2022 – 22 de septiembre de 2022)
- Thomas Letsch	(22 de septiembre de 2022 – 8 de abril de 2024)
- Heiko Butscher (9 de abril de 2024 – 30 de junio de 2024)
- Peter Zeidler	(1 de julio de 2024 – 20 de octubre de 2024)
- Markus Feldhoff (21 de octubre de 2024 – 4 de noviembre de 2024)
- Dieter Hecking (5 de noviembre de 2024 – )

## Palmarés

### Torneos nacionales
- 2. Bundesliga (4): 1993–94, 1995–96, 2005–06, 2020–21.
- Regionalliga West (2): 1969–70, 1970–71.

## Participación en competiciones europeas
| Temporada | Competición | Ronda | Club           | Cómputo global | Ida     | Vuelta  |
| --------- | ----------- | ----- | -------------- | -------------- | ------- | ------- |
| 1997/98   | UEFA Cup    | 1R    | Trabzonspor    | 6-5            | 1-2 (F) | 5-3 (C) |
| 1997/98   | UEFA Cup    | 2R    | Club Brugge    | 4-2            | 0-1 (F) | 4-1 (C) |
| 1997/98   | UEFA Cup    | 1/8   | Ajax           | 4-6            | 2-4 (F) | 2-2 (C) |
| 2004/05   | UEFA Cup    | 1R    | Standard Lieja | 1-1 u          | 0-0 (F) | 1-1 (C) |